# Fimbristylis disticha
Fimbristylis disticha är en halvgräsart som beskrevs av Johann Otto Boeckeler. Fimbristylis disticha ingår i släktet Fimbristylis och familjen halvgräs. Inga underarter finns listade i Catalogue of Life.